# Las Pampas (Piura)
Las Pampas es un pueblo peruano ubicado en el distrito de Chulucanas, perteneciente a la provincia de Morropón del departamento de Piura, al norte del Perú.

## Ubicación
Las Pampas se ubica al noroeste de la provincia de Morropón, en el distrito de Chulucanas, en el departamento de Piura.

## Demografía
En el 2017 Las Pampas tenía una población de 1279 habitantes según el INEI.
| Gráfica de evolución demográfica de Las Pampas entre 1993 y 2017 |
|                                                                  |
| Fuentes: Población 1993 y 2017                                   |